# Ugrunaaluk
Ugrunaaluk is een geslacht van plantenetende eurornithopode dinosauriërs, behorend tot de Hadrosauridae, dat tijdens het late Krijt leefde in het gebied van het huidige Alaska. De enige benoemde soort is Ugrunaaluk kuukpikensis.

## Vondst en naamgeving
Sinds de jaren tachtig worden er in Liscomb bone bed, genoemd naar geoloog Robert Liscomb, ten noorden van Umiat op de oevers van de rivier de Colville in het noorden van Alaska, talrijke resten gevonden van hadrosauriden. De meeste fossielen zijn afkomstig uit de Kikak-Tegoseak Quarry ten zuiden van Ocean Point in de North Slope Borough. In 2015 waren er zo'n zesduizend losse beenderen van hadrosauriden uit het Liscomb bone bed geborgen. Die werden eerst toegewezen aan een of ander lid van de Lambeosaurinae, maar later werden ze geacht toe te behoren aan het geslacht Edmontosaurus of meer specifiek aan Edmontosaurus regalis, een lid van de Saurolophinae dat bekend is uit zuidelijker lagen van Canada. De identificatie werd bemoeilijkt doordat het om jonge dieren gaat met meestal ruwweg een derde van de volwassen lengte.
Een studie uit 2014 probeerde dit probleem te ondervangen door dit juveniele materiaal te vergelijken met even oude jongen van Edmontosaurus annectens waarvan ook veel botten bekend zijn. Een statistische analyse toonde aan dat de meeste vondsten uit Alaska in twee grootteklassen in te delen waren, waarbij 85% tot de eerste klasse behoorde, met gemiddeld 36% van de vermoedelijke volwassen lengte. Door aan te nemen dat dit een bepaalde leeftijd vertegenwoordigde, bijvoorbeeld een jaarcohort, kon een vergelijking gemaakt worden met een overeenkomstig cohort bij E. annectens. Daarbij bleken er systematische verschillen te zijn die erop wezen dat het om verschillende soorten ging.

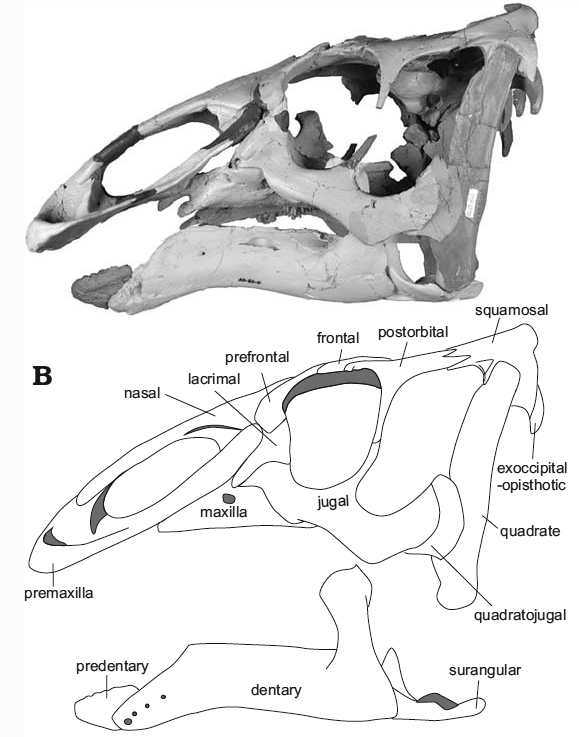
Een reconstructie van de schedel van Ugrunaaluk

In 2015 benoemden en beschreven Hirotsugu Mori, Patrick Druckenmiller en Gregory Erickson de typesoort Ugrunaaluk kuukpikensis. De geslachtsnaam is een samentrekking van twee woorden uit het Iñupiaq: ugruŋnaq, "grazend dier met lange tandrijen", en -aluk, "oud". De combinatie was bedoeld als "oude grazer". De soortaanduiding is afgeleid van uukpik, in dezelfde taal de naam voor de rivier de Coleville. De naam werd gepubliceerd in een elektronisch tijdschrift. De daarom verplichte Life Science Identifiers zijn voor het geslacht urn:lsid:zoobank.org:act:8B8256BA-F280-4460-B0F0-31762267586E en voor de soort urn:lsid:zoobank.org:act:1CAF186F-11A2-4A9E-A8F9-C3789B97459F.
De fossielen zijn gevonden in een laag van de Prince Creek Formation die dateert uit het vroege Maastrichtien en ongeveer zeventig tot achtenzestig miljoen jaar oud is. Het holotype is UAMES 12995, de voorkant van een praemaxilla (voorste snuitbot) van een jong dier uit de eerste grootteklasse.
Een aantal andere botten werd aangewezen als paratypen. Het betreft hier de specimina UAMES 4271: het achterdeel van een rechterneusbeen; UAMES 13250: een linkervoorhoofdsbeen; UAMES 4245: een linkertraanbeen; UAMES 4189: een rechterjukbeen; UAMES 4272: een linker quadratojugale; UAMES 4286: een rechterquadratum; UAMES 33308: een rechterpostorbitale; UAMES 4361: een rechtersquamosum; UAMES 4327: een rechterbovenkaaksbeen; UAMES 15284: een linkerlaterosfenoïde; UAMES 4357: een rechterproöticum; UAMES 4301: een basisfenoïde; UAMES 4276: een basioccipitale; UAMES 4309: een wandbeen; UAMES 4291: een supraoccipitale; UAMES 4095: een vergroeid rechter exoccipitale/opisthoticum; UAMES 4240: een rechter-ectopterygoïde; UAMES 4331: een linkerverhemeltebeen; UAMES 4215: een linkerpterygoïde; UAMES 4437: een predentarium; UAMES 4946: een linkerpredentarium; UAMES 4457: een rechtersurangulare; UAMES 6646: een ruggenwervel; UAMES 23071: een heiligbeen; UAMES 4873: een rechterravenbeksbeen; UAMES 12711: een rechterschouderblad; UAMES 21596: een rechteropperarmbeen; UAMES 12525: een rechterellepijp; UAMES 6272: een linkerspaakbeen; UAMES 6637: een linkerdarmbeen; UAMES 22058: een schaambeen; UAMES 12955: een linkerzitbeen; UAMES 12515: een dijbeen; UAMES 12715: een linkerzitbeen; UAMES 15553: een linkerkuitbeen; UAMES 21950: een sprongbeen; UAMES 21884: een rechterhielbeen; en UAMES 12545: een vierde rechtermiddenvoetsbeen.
Het gaat bij de paratypen om botten van verschillende individuen. De meeste zijn van de eerste grootteklasse maar sommigen van de tweede en derde grootteklasse. Ze maken deel uit van de collectie van het University of Alaska Museum te Fairbanks.
In 2020 stelde een studie dat de vondsten in Edmontosaurus moesten worden geplaatst. Wegens het langere bovenkaaksbeen zou het dan wel mogelijk om een aparte soort gaan, een Edmontosaurus sp. De soortnaam Edmontosaurus kuukpikensis werd vermeden. Mocht het inderdaad een apart taxon betreffen, is het een kwestie van persoonlijke keuze of men hiervoor de geslachtsnaam Ugrunaaluk wil gebruiken. In 2024 bevestigde een studie dat beide geslachten identiek waren. Het materiaal uit Alaska werd beschouwd als een Edmontosaurus cf. regalis.

## Geologie
Volgens biostratigrafische en palynologische gegevens reikt de Prince Creek Formation stratigrafisch van het Boven-Krijt tot het Eoceen. Door 40Ar/39Ar-datering (Argon/Argon-datering) werd de ouderdom van het ontsloten fossielhoudende deel van de formatie langs de Colville River op 71 tot 68 miljoen jaar bepaald, het Liscomb bone bed inbegrepen. Op ongeveer één km van het bone bed bevindt zich een stratigrafisch onderliggende tufsteen die volgens 40Ar/39Ar-datering de ouderdom van het bone bed verder begrensd tot 69.2 ±0.5 Ma. Palynologisch onderzoek van deze tufsteen wijst op een Maastrichtien-ouderdom. Deze ouderdom plaatst Ugrunaaluk stratigrafisch tussen het eerste optreden van Edmontosaurus annectens Marsh, 1892 (Laat-Maastrichtien) en het laatste optreden van Edmontosaurus regalis Lambe, 1917 (Laat-Campanien). De Prince Creek Formation bestaat uit conglomeraten, terrestrische zandsteen, steenkool en lagen fijnkorrelige, gelithificeerde klei of modder (Engels: "mudstone"). Deze lagen "mudstone" vertegenwoordigen sedimenten van meanderende rivieren en overstromingsvlaktes en marginale mariene sedimenten die op een zacht glooiende alluviale vlakte/kustvlakte afgezet werden. Sedimentologische gegevens suggereren dat de kustvlakte overstroomd was maar dat het waterpeil varieerde van ondiep tot droog, mogelijk seizoensgebonden.

## Beschrijving

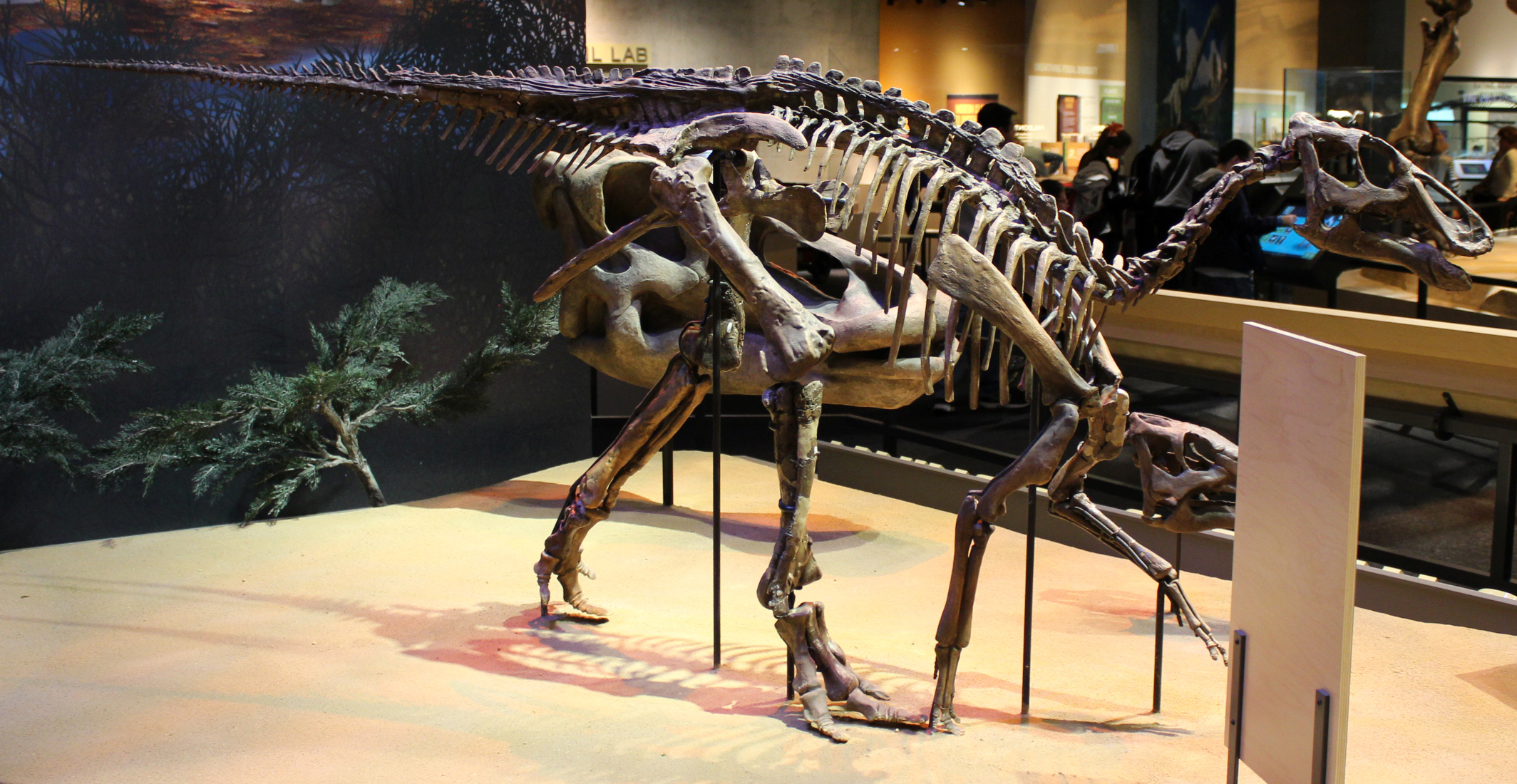
Een gereconstrueerd skelet van een jong dier

De volwassen lichaamslengte van Ugrunaaluk is geschat op zo'n negen meter. De gevonden beenderen behoren grotendeels tot jonge dieren die ongeveer drie meter lang waren.
In 2015 werden geen autapomorfieën, unieke afgeleide eigenschappen, vastgesteld. Wel vond men een combinatie van op zich niet unieke kenmerken, waarin Ugrunaaluk zich onderscheidde van Edmontosaurus. Op de praemaxilla ligt een halfronde richel, tussen de voorste en achterste uitholling aan de voorkant van het neusgat, die naar achteren en bezijden uitsteekt zonder naar beneden uit te lopen in een verhoogd beenplateau. Bij Edmontosaurus is er wel een beenplateau. De groeve die naast de aderopening in de achterste bovenhoek van de praemaxilla ligt is ondiep. Bij E. annectens is deze wel diep. Er bevindt zich een ondiepe groeve op het postorbitale been, in plaats van een diepe uitholling zoals bij Edmontosaurus. Het bovenkaaksbeen is lager dan bij E. annectens. Het jukbeen is lichtgebouwd in plaats van robuust zoals bij E. annectens. De achterrand van de voorste tak van het jukbeen helt sterker dan bij Edmontosaurus. Het buitenvlak van het quadratojugale is breed in plaats van smal zoals bij E. regalis. Het voorste symfyseale uitsteeksel van het dentarium van de onderkaak, gemeten tussen de achterste punt die nog contact maakt met het predentarium en de voorste tandkas, is korter dan bij E. annectens en heeft maar 30% van de lengte van de tandbatterij.

## Fylogenie
Ugrunaaluk is binnen de Hadrosauridae in de Saurolophinae geplaatst, een groep die, afhankelijk van de gevonden positie van Hadrosaurus zelf, ook de Hadrosaurinae wordt genoemd. Ugrunaaluk is volgens een cladistische analyse die de beschrijvers uitvoerden de zustergroep van een klade bestaande uit Edmontosaurus annectens en Edmontosaurus regalis. Ugrunaaluk zou dan een lid zijn van de Edmontosaurini. Een basaal kenmerk van Ugrunaaluk dat beide edmontosaurussoorten missen is de diepe uitholling in het postorbitale been.
Opmerkelijk is dat Ugrunaaluk, uit het vroege Maastrichtien, in ouderdom tussen E. regalis uit het late Campanien en E. annectens uit het late Maastrichtien in staat.

## Levenswijze
Het leefgebied van Ugrunaaluk was al tijdens het Krijt tamelijk koud, hoewel een stuk milder dan tegenwoordig. De vindplaats moet in het vroege Maastrichtien tussen de 67 en 82° noorderbreedte hebben gelegen, in ieder geval binnen de toenmalige noordpoolcirkel die op 66° lag. De gemiddelde jaartemperatuur is bepaald op 5-6 °C en de gemiddelde temperatuur van de koudste maand op 2 °C. Er was een duidelijk droog en nat seizoen. Het landschap was bedekt met naaldboomwouden met op open plekken een lagere begroeiing van bedektzadigen.
Vroeger werd wel gedacht dat de aanwezigheid van Edmontosaurus in Alaska betekende dat de dinosauriërs ieder jaar een trek van duizenden kilometers ondernamen naar warmere streken in Laramidia. Dat Ugrunaaluk nu een aparte soort blijkt, is een bevestiging van een alternatieve hypothese dat het gebied een endemische fauna kende, dus bewoond werd door een groep soorten die alleen daar voorkwam en aangepast was aan het overleven in de kille en duistere poolwinter.

## Tafonomie
Resten van jonge hadrosauriërs domineren het Liscomb bone bed en het anatomisch verband is meestal volledig verdwenen. De beenderen dragen weinig sporen van predatie, verwering of vertrappeling en zijn dus onbeschadigd. Verder komen in het bone bed nog afzonderlijke hadrosauride beenderen voor en uitgeworpen tanden van Tyrannosauridae, Troodontidae en Thescelosauridae. Het bone bed bevindt zich in het hoofdstroomkanaal van een rivier op een overstromingsvlakte met verspreide stroomkanalen. Grote hoeveelheden smeltwater ten gevolge van snelle dooi in de nabij gelegen en rijzende Brooks Range kunnen aan de basis liggen van het ontstaan van het Liscomb bone bed. Kudden hadrosauriërs werden door plotse hoge waterstanden van rivieren verrast.

## Paleo-ecologie
De ontdekking van Ugrunaaluk kuukpikensis bevestigt verder het bestaan van een polaire dinosaurische fauna tijdens het Vroeg-Maastrichtien. Deze fauna wordt de Paaŋaqtat-fauna genoemd (of Paaŋaqtatprovincie).
Naast Ugrunaaluk bestaat deze uit de ceratopsiër Pachyrhinosaurus perotorum (dominant), de pachycephalosauriër Alaskacephale gangloffi, de tyrannosauriër Nanuqsaurus hoglundi, een thescelosauride (Parksosaurus ?), Troodon en de Maniraptora Richardoestesia, Dromaeosaurus en Saurornitholestes. Eveneens vertegenwoordigt Ugrunaaluk weer een geslacht dat de theorie van het bestaan van endemie en "dinosauriërprovincies" in Laramidia en voor de Prince Creek Formation in het bijzonder verder kan ondersteunen. Maar volgens sommige onderzoekers waren deze dinosauriërfauna's als geheel over het algemeen homogeen. De Prince Creek Formation bevat ook fossielen van zoogdieren ; Cimolodon (onderklasse Allotheria, orde Multituberculata), Pediomys (onderklasse Theria, infraklasse Metatheria) en Gypsonictops (klade Eutheria). Ectotherme landvertebraten, vertebraten waarvan de lichaamstemperatuur dezelfde is als die van de omgeving en die dus deze temperatuur niet zelf produceren, werden niet aangetroffen. Voor de terrestrische en amfibische ectothermen die meer algemeen waren op lagere breedtegraden, zoals schildpadden, krokodillen, Choristodera, Squamata en Champsosauria, was het klimaat dus te koud. Fossielen van beenvissen (superklasse Osteichthyes) komen wel voor.

## Systematische paleontologie
Klasse Reptilia Laurenti, 1768
Klade Eureptilia Olson, 1947
Klade Romeriida Gauthier et al., 1988
Klade Diapsida Osborn, 1903
Klade Neodiapsida Benton, 1985
Klade Sauria Macartney, 1802
Klade Archosauromorpha von Huene, 1946
Klade Archosauriformes Gauthier, 1986
Klade Crurotarsi Sereno & Arcucci, 1990
Klade Archosauria Cope, 1869
Klade Avemetatarsalia Benton, 1999
Klade Ornithodira Gauthier, 1986
Klade Dinosauromorpha Benton, 1984
Klade Dinosauriformes Novas, 1992
Superorde Dinosauria Owen, 1842
Orde Ornithischia Seeley, 1887
Klade Genasauria Sereno, 1986
Klade Neornithischia Cooper, 1985
Klade Cerapoda Sereno, 1986
Klade Euornithopoda Sereno, 1998
Onderorde Ornithopoda Marsh, 1881
Klade Iguanodontia Dollo, 1888
Klade Dryomorpha Sereno, 1986
Klade Ankylopollexia Sereno, 1986
Klade Styracosterna Sereno, 1986
Klade Hadrosauriformes Sereno, 1997
Superfamilie Hadrosauroidea Sereno, 1986
Familie Hadrosauridae Cope, 1869
Klade Euhadrosauria Weishampel et al., 1993
Onderfamilie Saurolophinae Brown, 1914 sensu Prieto-Márquez, 2010a
Geslachtengroep (klade) Edmontosaurini Brett-Surman, 1989
Geslacht Ugrunaaluk Mori et al., 2016
Soort Ugrunaaluk kuukpikensis Mori et al., 2015